# Kanton Châteaubourg
Châteaubourg is een voormalig kanton van het Franse departement Ille-et-Vilaine. Het kanton maakte deel uit van het arrondissement Fougères-Vitré totdat het op 22 maart werd opgeheven en de gemeenten werden opgenomen in het aangrenzende kanton Châteaugiron.

## Gemeenten
Het kanton Châteaubourg omvatte de volgende gemeenten:
- Châteaubourg (hoofdplaats)
- Domagné
- Louvigné-de-Bais
- Ossé
- Saint-Didier
- Saint-Jean-sur-Vilaine